# Jan Kovář
Jan Kovář (* 20. března 1990, Písek) je český hokejový útočník, který momentálně působí ve švýcarské nejvyšší soutěži (NLA) v klubu EV Zug. Má o 2 roky staršího bratra Jakuba Kováře, který je hokejovým brankářem.

## Kariéra
V dorosteneckém věku hrával Jan Kovář za IHC Písek, odkud ve 15 letech přestoupil do Plzně, kde pokračoval v dorostu, dále juniorech a následně mezi dospělými v české extralize. V sezóně 2013 získal s týmem HC Škoda Plzeň svůj první extraligový titul, stal se nejlepším hráčem play-off české hokejové extraligy 2012/2013 a také hokejistou sézony 2012/2013. Posléze hrál za českou reprezentaci na Českých hokejových hrách a na Mistrovství světa v ledním hokeji 2013.
V roce 2013 podepsal tříletou smlouvu s Metallurgem Magnitogorsk. Hned ve své první sezóně vyhrál pod vedením kanadského trenéra Mike Keenena ruskou KHL a získal Gagarinův pohár. Po celou sezónu nastupoval v elitním útoku s ruskými esy Sergejem Mozjakinem a Danisem Zaripovem, se kterými byli vyhodnoceni jako nejlepší útok sezóny 2013/14. Současně byl vyhodnocen nejužitečnějším hráčem KHL sezóny 2013/14. Poté byl nominován do českého reprezentačního týmu na nadcházející Mistrovství světa v ledním hokeji 2014 v Minsku. V sezóně 2014/2015 dosáhl v základní části KHL v dresu Metallurg Magnitogorsk shodného počtu 68 kanadských bodů (24+44) jako v předchozí sezóně. Na Mistrovství světa v ledním hokeji 2015 v Praze byl, společně s Jaromírem Jágrem a Jakubem Voráčkem, nejlepším hráčem ČR v kanadském bodování a s Jakubem Voráčkem také nejlepším nahrávačem české reprezentace. V sezoně 2018/2019 se pokusil zabojovat o NHL, uzavřel tak zkušební kontrakt s Boston Bruins. V AHL se mu vcelku vedlo ale i tak nezaujal a zbytek sezony se tak rozhodl dohrát v Česku, konkrétně v dresu HC Škoda Plzeň. Následně zamířil do švýcarského EV Zug, kde v sezóně 2020/2021 ovládl produktivitu ligy.

## Ocenění

### Kolektivní
- Vítěz KHL 2013/2014 a KHL 2015/2016 s mužstvem Metallurg Magnitogorsk (zisk Gagarinova poháru)
- Vítěz české hokejová extraliga 2012/2013
- Nejlepší trojka (KHL) – 2014 (spolu s Danisem Zaripovem a Sergejem Mozjakinem za tým Metallurg Magnitogorsk)

### Individuální
- Hokejista sezony Tipsport ELH – 2012/2013
- Cena Václava Paciny (nejlepší hokejista play-off ELH) – 2012/2013

## Statistiky

### Klubové statistiky
| Sezóna       | Klub                     | Soutěž       |     | Základní část | Základní část | Základní část | Základní část | Základní část |    | Play off | Play off | Play off | Play off | Play off |
| Sezóna       | Klub                     | Soutěž       | Z   | G             | A             | B             | TM            | Z             | G  | A        | B        | TM       |          |          |
| 2008/09      | HC Lasselsberger Plzeň   | ČHL          | 44  | 2             | 7             | 9             | 18            | 17            | 2  | 5        | 7        | 6        |          |          |
| 2008/09      | HC Klatovy               | 2.ČHL        | 4   | 3             | 1             | 4             | 4             | —             | —  | —        | —        | —        |          |          |
| 2009/10      | HC Plzeň 1929            | ČHL          | 38  | 4             | 9             | 13            | 26            | 6             | 1  | 6        | 7        | 2        |          |          |
| 2009/10      | KLH Chomutov             | 1.ČHL        | —   | —             | —             | —             | —             | 2             | 2  | 0        | 2        | 2        |          |          |
| 2010/11      | HC Plzeň 1929            | ČHL          | 50  | 19            | 19            | 38            | 38            | 4             | 0  | 2        | 2        | 4        |          |          |
| 2010/11      | HC Slovan Ústí nad Labem | 1.ČHL        | —   | —             | —             | —             | —             | 6             | 4  | 2        | 6        | 4        |          |          |
| 2011/12      | HC Plzeň 1929            | ČHL          | 52  | 18            | 33            | 51            | 52            | 12            | 2  | 6        | 8        | 10       |          |          |
| 2011/12      | Piráti Chomutov          | 1.ČHL        | —   | —             | —             | —             | —             | 1             | 0  | 3        | 3        | 0        |          |          |
| 2012/13      | HC Plzeň 1929            | ČHL          | 52  | 17            | 34            | 51            | 66            | 20            | 11 | 15       | 26       | 12       |          |          |
| 2013/14      | Metallurg Magnitogorsk   | KHL          | 54  | 23            | 45            | 68            | 46            | 21            | 8  | 18       | 26       | 16       |          |          |
| 2014/15      | Metallurg Magnitogorsk   | KHL          | 60  | 24            | 44            | 68            | 50            | 10            | 2  | 7        | 9        | 16       |          |          |
| 2015/16      | Metallurg Magnitogorsk   | KHL          | 58  | 20            | 32            | 52            | 61            | 23            | 8  | 15       | 23       | 10       |          |          |
| 2016/17      | Metallurg Magnitogorsk   | KHL          | 59  | 23            | 40            | 63            | 22            | 18            | 10 | 15       | 25       | 22       |          |          |
| 2017/18      | Metallurg Magnitogorsk   | KHL          | 54  | 8             | 28            | 36            | 80            | 11            | 4  | 4        | 8        | 4        |          |          |
| 2018/19      | Providence Bruins        | AHL          | 12  | 4             | 6             | 10            | 10            | —             | —  | —        | —        | —        |          |          |
| 2018/19      | HC Škoda Plzeň           | ČHL          | 28  | 7             | 26            | 33            | 32            | 14            | 3  | 10       | 13       | 28       |          |          |
| 2019/20      | EV Zug                   | NLA          | 50  | 14            | 31            | 45            | 48            | —             | —  | —        | —        | —        |          |          |
| 2020/21      | EV Zug                   | NLA          | 51  | 16            | 47            | 63            | 58            | 13            | 1  | 14       | 15       | 22       |          |          |
| 2021/22      | EV Zug                   | NLA          | 46  | 9             | 34            | 43            | 94            | 15            | 5  | 16       | 21       | 12       |          |          |
| 2022/23      | EV Zug                   | NLA          | 52  | 20            | 30            | 50            | 26            | 11            | 0  | 4        | 4        | 8        |          |          |
| 2023/24      | EV Zug                   | NLA          | 47  | 9             | 19            | 28            | 40            | 10            | 1  | 5        | 6        | 8        |          |          |
| Celkem v KHL | Celkem v KHL             | Celkem v KHL | 285 | 98            | 189           | 287           | 259           | 83            | 32 | 59       | 91       | 68       |          |          |
| Celkem v AHL | Celkem v AHL             | Celkem v AHL | 12  | 4             | 6             | 10            | 10            | 0             | 0  | 0        | 0        | 0        |          |          |
| Celkem v ČHL | Celkem v ČHL             | Celkem v ČHL | 264 | 67            | 128           | 195           | 232           | 73            | 19 | 44       | 63       | 62       |          |          |

## Reprezentace
| Rok             | Tým             | Soutěž          | Z  | G  | A  | B  | TM |
| --------------- | --------------- | --------------- | -- | -- | -- | -- | -- |
| 2008            | Česko 18        | MS18-D1         | 5  | 1  | 7  | 8  | 2  |
| 2010            | Česko 20        | MSJ             | 6  | 3  | 3  | 6  | 2  |
| 2013            | Česko           | MS              | 6  | 0  | 0  | 0  | 2  |
| 2014            | Česko           | MS              | 10 | 0  | 1  | 1  | 27 |
| 2015            | Česko           | MS              | 10 | 3  | 6  | 9  | 6  |
| 2016            | Česko           | MS              | 8  | 1  | 3  | 4  | 4  |
| 2017            | Česko           | MS              | 8  | 2  | 3  | 5  | 0  |
| 2018            | Česko           | OH              | 6  | 3  | 2  | 5  | 2  |
| 2019            | Česko           | MS              | 10 | 5  | 5  | 10 | 6  |
| 2021            | Česko           | MS              | 7  | 2  | 3  | 5  | 2  |
| 2022            | Česko           | OH              | 4  | 0  | 2  | 2  | 4  |
| Junioři celkově | Junioři celkově | Junioři celkově | 11 | 4  | 10 | 14 | 4  |
| Senioři celkově | Senioři celkově | Senioři celkově | 59 | 16 | 25 | 41 | 53 |